# 汾阳五岳庙
37°10′50″N 111°38′13″E / 37.18056°N 111.63694°E
汾阳五岳庙位于中国山西省汾阳市三泉镇北榆苑村，2006年被列为第六批全国重点文物保护单位。
五岳庙始建年代不详，重建于金天德三年（1151年），元明清均有修葺。庙坐北朝南，四合院布局，占地7200平方米，现存建筑中五岳殿和水仙殿为元代建筑，余为清代所建。五岳殿为主体建筑，面阔进深各三间，悬山顶，前檐斗栱五铺作单抄单下昂，梁上有题记“时大元大德拾年岁次并无十月己亥二十二日己未庚午时重建志”。水仙殿面阔进深各三间，悬山顶，前檐斗栱五铺作单抄单下昂，梁上有题记“大元大德四岁次庚子三月壬申朔初十日辛巳甲午时创建”。两殿内共有壁画约40平方米。